# Gairy St. Clair
Gairy St. Clair est un boxeur australien né le 2 février 1975 à Georgetown, Guyana.

## Carrière
Passé professionnel en 1994, il devient champion du monde des poids super-plumes IBF le 29 juillet 2006 après sa victoire aux points contre Cassius Baloyi mais perd son titre dès le combat suivant face à Malcolm Klassen le 4 novembre 2006.

## Référence
1. ↑  (en) Cassius Baloyi vs. Gairy St. Clair (boxrec.com)